# Parthenopæiske Republik

Den Parthenopæiske Republik (italiensk: Repubblica Partenopea) eller Napolitanske Republik (Repubblica Napoletana) var en kortvarig, semi-autonom republik beliggende i Kongeriget Napoli og støttet af den revolutionære franske første republik. Republikken opstod under de franske revolutionskrige, efter at kong Ferdinand IV flygtede for de invaderende franske tropper. Republikken eksisterede fra 21. januar til 13. juni 1799 og faldt sammen, da Ferdinand med britisk hjælp og støtte fra sanfedisterne vendte tilbage for at genoprette kongedømmets autoritet og med magt undertrykte de republikanske aktiviteter.
Navnet er afledt af Parthenope, som var byen Napolis ældste navn, idet det var navnet på den græske koloni, som blev grundlagt på stedet i antikken.

## Yderligere læsning
- Acton, Harold. Bourbons of Naples (1731–1825) (2009)